# Jitex Bollklubb
Il Jitex Mölndal Bollklubb, meglio nota come Jitex Mölndal BK o Jitex BK, è una squadra di calcio femminile svedese con sede a Mölndal. La società è affiliata alla Göteborgs Fotbollförbund, un'associazione calcistica che gestisce il calcio nella municipalità di Göteborg.
Il Jitex BK è una delle società più titolate del campionato svedese femminile di calcio, avendo vinto sei campionati nazionali e tre coppe nazionali tra gli anni ottanta e novanta. Il nome della squadra è dovuto al suo sponsor, Ji-Tex fashion house, e la squadra è ricordata per il caratteristico colore delle maglie, il porpora. Milita in Elitettan, la seconda serie del campionato svedese.

## Storia
Il Jitex BK è stato fondato il 21 gennaio 1971. Sul finire degli anni sessanta Berit Andell, una dei fondatori del club e giocatrice di pallamano, diede il principale slancio allo sviluppo del calcio femminile nella cittadina di Mölndal. Berit Andell richiese le magliette per la squadra all'azienda di abbigliamento Ji-Tex di Krokslätt e in cambio ha dato il nome dell'azienda alla squadra. Sven Lundbeck, allenatore di calcio e amico del marito di Berit Andell, diede un grosso contributo agli allenamenti delle ragazze diventando il primo allenatore della squadra.
La squadra seppe imporsi velocemente nel campionato svedese arrivando a vincere sei titoli nazionali nel giro di 15 anni (1974, 1976, 1979, 1981, 1984 e 1989) e tre coppe nazionali nella prima metà degli anni Ottanta (1981, 1982 e 1984). Tra le calciatrici famose che hanno militato nel Jitex si ricordano Anette Börjesson, Elisabeth Leidinge, Anna Svenjeby e Pia Sundhage.
La società è passata attraverso alcuni cambi di denominazione nel corso degli anni: Jitex BK nei periodi 1988-1992 e 2006-2013 e Jitex BK/JG 93 nel periodo 1993-1997. Quest'ultima denominazione deriva dalla fusione con i locali rivali del GAIS avvenuta nel 1993 a causa di problemi finanziari che colpirono il Jitex BK. Nel 1997 arrivò la retrocessione dalla Damallsvenskan. Dopo aver ripreso la denominazione originale la squadra risalì progressivamente fino a ritornare nella massima serie del campionato svedese femminile di calcio nel 2006. Dopo una sola stagione fu retrocessa nuovamente, per poi ritornare in Damallsvenskan nel 2010, dove rimase per cinque stagioni. Dalla stagione 2015 partecipa alla Elitettan, la seconda serie del campionato svedese.

## Palmarès
- Campionato svedese: 6

1974, 1976, 1979, 1981, 1984, 1989
- Coppa di Svezia: 3

1981, 1982, 1984

## Organico

### Rosa 2015-2016
Rosa e numeri aggiornati al 7 ottobre 2015
| N. |                    | Ruolo | Calciatrice                    |
| -- | ------------------ | ----- | ------------------------------ |
| 1  | Svezia (bandiera)  | P     | Emma Lind                      |
| 2  | Islanda (bandiera) | D     | Soffía Arnþrúður Gunnarsdóttir |
| 3  | Svezia (bandiera)  | D     | Madeleine Larsson              |
| 5  | Svezia (bandiera)  | D     | Anna Furberg                   |
| 7  | Svezia (bandiera)  | C     | Amanda Östervall               |
| 8  | Svezia (bandiera)  | C     | Linn Andersson                 |
| 9  | Svezia (bandiera)  | A     | Ida Andersson                  |
| 10 | Svezia (bandiera)  | A     | Michaela Berndtsson            |
| 11 | Svezia (bandiera)  | C     | Anna Oscarsson                 |
| 12 | Svezia (bandiera)  | C     | Jenny Holm                     |
| 13 | Svezia (bandiera)  | C     | Pernilla Sennewald             |

| N. |                      | Ruolo | Calciatrice             |
| -- | -------------------- | ----- | ----------------------- |
| 14 | Cile (bandiera)      | C     | Alexandra Vera          |
| 15 | Svezia (bandiera)    | D     | Charlotte Ericson       |
| 16 | Svezia (bandiera)    | A     | Sofie Erlandsson        |
| 17 | Svezia (bandiera)    | A     | Sara Nilsson            |
| 18 | Svezia (bandiera)    | D     | Elin Eklund             |
| 19 | Svezia (bandiera)    | C     | Ida Pettersson          |
| 20 | Finlandia (bandiera) | C     | Roosa Ariyo             |
| 21 | Svezia (bandiera)    | P     | Sara Björck             |
| 25 | Svezia (bandiera)    | P     | Karolina Bucaro Stenman |
| 30 | Svezia (bandiera)    | P     | Matilda Andersson       |